# Ticket to Ride
"Ticket to Ride" là một ca khúc của ban nhạc The Beatles nằm trong album năm 1965 của họ, Help!. Ca khúc được ghi âm ngày 15 tháng 2 và được phát hành 2 tháng sau. Năm 2012, "Ticket to Ride" được xếp ở vị trí 394 trong danh sách "500 ca khúc vĩ đại nhất" của tạp chí Rolling Stone.

## Sáng tác
Ca khúc được sáng tác bởi John Lennon (được ghi cho Lennon-McCartney), phần đóng góp của Paul McCartney còn nhiều tranh cãi. Lennon nói rằng đóng góp của McCartney "hạn chế ở việc hướng dẫn cách Ringo chơi trống". McCartney nói rằng điều đó không chính xác, anh nói: "chúng tôi đã ngồi và viết cùng nhau... tôi viết cho anh ấy 60% ca khúc... chúng tôi đã viết và làm việc trong 3 tiếng đồng hồ." Đây cũng là ca khúc đầu tiên mà McCartney tham gia trong vai trò lead guitar.
Ca khúc cũng có một phần coda với nhiều nhịp khác nhau khiến cho nó trở thành đĩa đơn đầu tiên của The Beatles kéo dài tới hơn 3 phút. Lennon nói đoạn này (với câu "My baby don't care") là một trong những đoạn ưa thích của anh.
Tiêu đề
"Ticket to Ride" nói về một cô gái "đi ra khỏi cuộc đời người kể chuyện", song nguồn gốc của tiêu đề lại hơi khó hiểu. McCartney nói đó là "chiếc vé tàu British Rail đi tới thị trấn Ryde của đảo Wight", còn Lennon thì bình luận nó nói về những chiếc thẻ bảo hiểm y tế ở Hamburg trong những năm 60. The Beatles chơi nhạc ở Hamburg trong những ngày đầu của sự nghiệp và từ "ride" là từ lóng ám chỉ việc quan hệ tình dục.

## Phát hành
"Ticket to Ride" được phát hành dưới dạng đĩa đơn ngày 9 tháng 4 tại Anh và 19 tháng 4 năm 1965 tại Mỹ với ca khúc "Yes It Is" ở mặt B. Đĩa đơn đứng đầu bảng xếp hạng tại Mỹ trong 1 tuần và tại UK Singles Chart trong 3 tuần. Đĩa đơn tại Mỹ lấy nhãn đĩa là United Artists Records và được phát hành dưới tên Eight Arms to Hold You. Đây là tên gọi đầu tiên của bộ phim thứ hai của The Beatles, sau này được đổi thành Help! sau khi đĩa đơn cùng tên được phát hành. Ca khúc này cũng nằm trong album Help! phát hành ngày 6 tháng 8 tại Anh và 13 tháng 8 tại Mỹ.
Đây là đĩa đơn thứ 3 trong số 6 đĩa đơn số 1 tại Mỹ của ban nhạc, bao gồm "I Feel Fine", "Eight Days a Week", "Help!", "Yesterday", và "We Can Work It Out".
Ca khúc được thực hiện thành video đạo diễn bởi Joe McGrath.

## Đánh giá
| Bảng xếp hạng (1965)   | Vị trí cao nhất |
| ---------------------- | --------------- |
| Canadian Singles Chart | 1               |
| UK Singles Chart       | 1               |
| US Billboard Hot 100   | 1               |
| NL Top 40              | 1               |

Cả hai cây viết danh tiếng Richie Unterberger của Allmusic và Ian MacDonald đều miêu tả ca khúc như một viên gạch quan trọng trong quá trình xây dựng phong cách của The Beatles. Unterberger viết: "Phần nhịp của "Ticket to Ride" nhanh và mạnh mẽ hơn so với bất kỳ ca khúc nào mà họ từng viết, đặc biệt từ Ringo Starr". MacDonald thì nhận thấy ca khúc "sâu lắng về nội tâm hơn so với rất nhiều ca khúc của The Beatles..., (và) vô cùng đặc biệt ở thời điểm đó với tiếng gảy guitar mạnh, nhịp nặng và tiếng tom-tom sôi động". Mac Donald cũng ghi chú ban nhạc sử dụng phần bè Ấn Độ mà họ học hỏi từ ca khúc "See My Friends" của The Kinks.

## Thành phần tham gia sản xuất
Theo MacDonald
- John Lennon – Ghi âm đè, hát chính, guitar nền.
- Paul McCartney – Hát bè, bass, lead guitar.
- George Harrison – Guitar nền.
- Ringo Starr – Trống, sắc-xô, tay vỗ.

MacDonald cũng ghi chép rằng Lennon chơi cây Jetglo Rickenbacker 325 12 dây, còn Harrison "có thể" chơi cây Rickenbacker 360/12 12 dây.

## Bản hát lại của The Carpenters
Năm 1969, The Carpenters ra mắt album của họ Offering. Ca khúc này được hát lại theo phần bè của Richard Carpenter khác với bản gốc của The Beatles, đưa ca khúc theo một cảm xúc khác với giai điệu ballad. Ca khúc đạt vị trí cao nhất là 54 tại Billboard Hot 100 trong 12 tuần tại đây và 19 tại Billboard Adult Contemporary.
| Bảng xếp hạng(1969)             | Vị trí cao nhất |
| ------------------------------- | --------------- |
| US Billboard Hot 100            | 54              |
| US Billboard Adult Contemporary | 19              |

## Các bản hát lại khác
"Ticket to Ride" được hát lại bởi rất nhiều nghệ sĩ như The Bee Gees (1966), Vanilla Fudge (1967), The 5th Dimension (1967 trong The Magic Garden), Hüsker Dü (1986), Gwen Guthrie (1987), The Punkles, Kids Incorporated (1993), Atomic Kitten (2007), và Chris Cornell trong tour acoustic năm 2011.